# Souroubea guianensis
Souroubea guianensis är en tvåhjärtbladig växtart. Souroubea guianensis ingår i släktet Souroubea och familjen Marcgraviaceae.

## Underarter
Arten delas in i följande underarter:
- S. g. amazonica
- S. g. cylindrica
- S. g. guianensis

## Bildgalleri

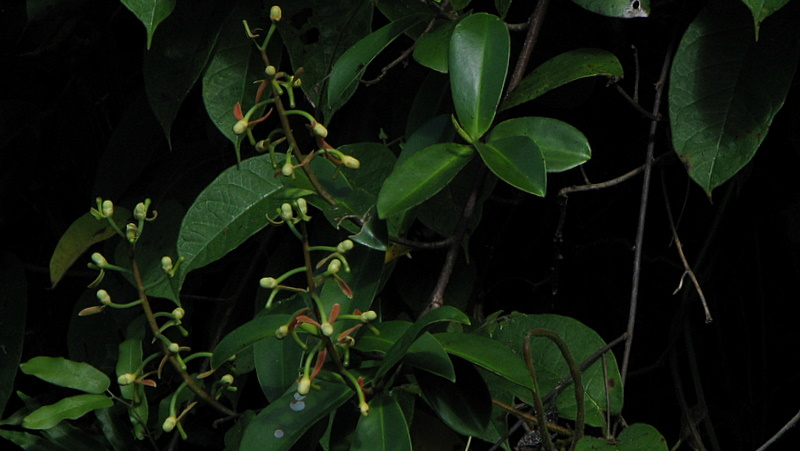
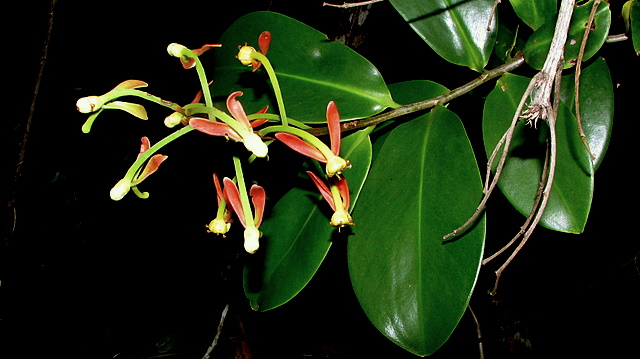
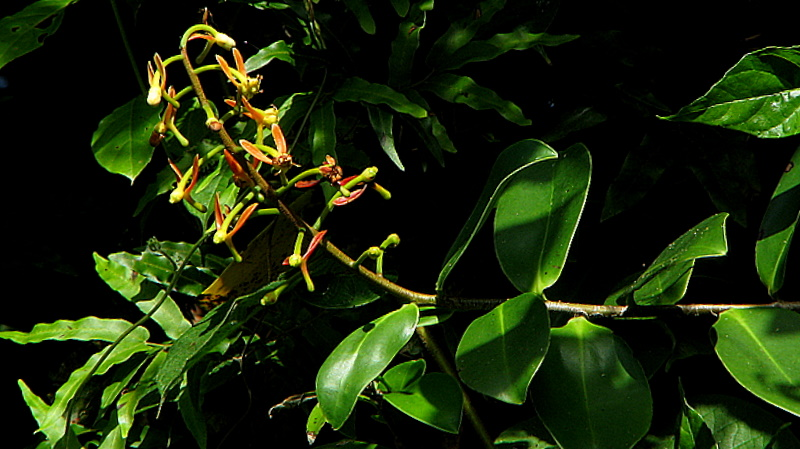
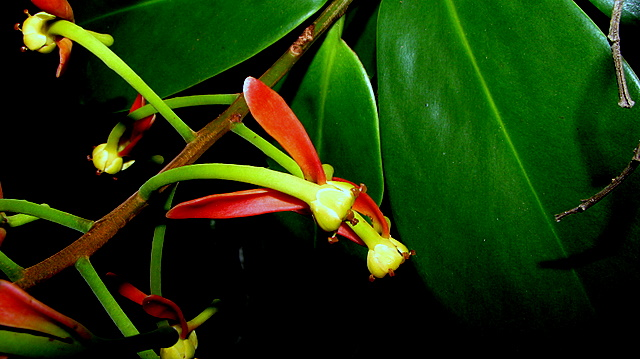